# Packt
Packt — це видавнича компанія, заснована у 2003 році зі штаб-квартирою в Бірмінгемі, Великобританія, та офісами в Мумбай, Індія.
В першу чергу, Packt публікує друковані та електронні книги і відео, пов'язані з інформаційними технологіями, включаючи програмування, веб-дизайн, аналіз даних та апаратне забезпечення.

## Історія
Заснована у 2003 році Девідом і Рейчел Маклін, видавництво Packt надає книги, електронні книги, відеоуроки та статті для програмістів, веб-розробників, системних адміністраторів і користувачів. Компанія заявляє, що підтримує та видає книги на менш популярні проєкти та теми, які стандартні видавничі компанії не можуть зробити прибутковими. Бізнес-модель компанії, яка передбачає публікацію на замовлення та прямий продаж, дозволяє їй заробляти гроші, продаючи книги з меншими продажами за одиницю. Ця бізнес-модель спрямована на надання авторам високих роялті та можливості писати на теми, які стандартні видавці часто уникають.
У 2018 році дохід компанії Packt досяг 18,4 мільйона фунтів, що на 28 % перевищує показники попереднього року, і це здебільшого приписується збільшенню частки ринку за цей період.
У 2019 році Packt заявили, що протягом 16 років своєї діяльності опублікували 6500 книг.

## Книги
Packt пропонує доставляти друковані версії своїх книг до Європи, Північної Америки та окремих країн Азії. Крім того, вони пропонують PDF-версії всіх своїх книг для завантаження і з серпня 2010 року почали надавати їх у форматах ePub та Mobi. У березні 2009 року ці електронні книги стали доступні без обмежень керування цифровими правами. Книги Packt також доступні через платформу Perlego, тоді як деякі (але не всі) можна знайти в системі Safari Books Online.

## Packt: проєкт та відкритий код
У квітні 2010 року Packt запустила два нових бренди, Packt проєкт та Packt відкритий код, з випуском Microsoft Silverlight 4 Data and Services Cookbook і Moodle 1.9 Theme Design. Проєкт компанії Packt зосереджується на технологіях, створених підприємствами для використання в інших корпораціях, тоді як відкритий код Packt зосереджується на технологіях, створених на основі ліцензій з відкритим кодом.
Ці два бренди не охоплюють всі книги Packt, і вони продовжуватимуть публікувати в галузях, які не обов'язково можна класифікувати як з відкритим вихідним кодом або корпоративним.

## Роялтіза проєкти з відкритим кодом
Packt підтримує та просуває проєкти та концепції з відкритим кодом. Коли продається книга, написана на проєкті з відкритим вихідним кодом, Packt виплачує роялті безпосередньо цьому проєкту. Ця схема призвела до того, що з 2004 року компанія забезпечує стабільний дохід багатьом проєктам з відкритим вихідним кодом.
У березні 2011 року, після проведення кампанії «Повірте у відкритий код», компанія Packt оголосила, що її пожертви на проєкти з відкритим кодом перевищили позначку у $300 000.